# Long Beach (Mississippi)
Long Beach è una città (city) degli Stati Uniti d'America, situata nella contea di Harrison, nello Stato del Mississippi.